# Michael S. Langer

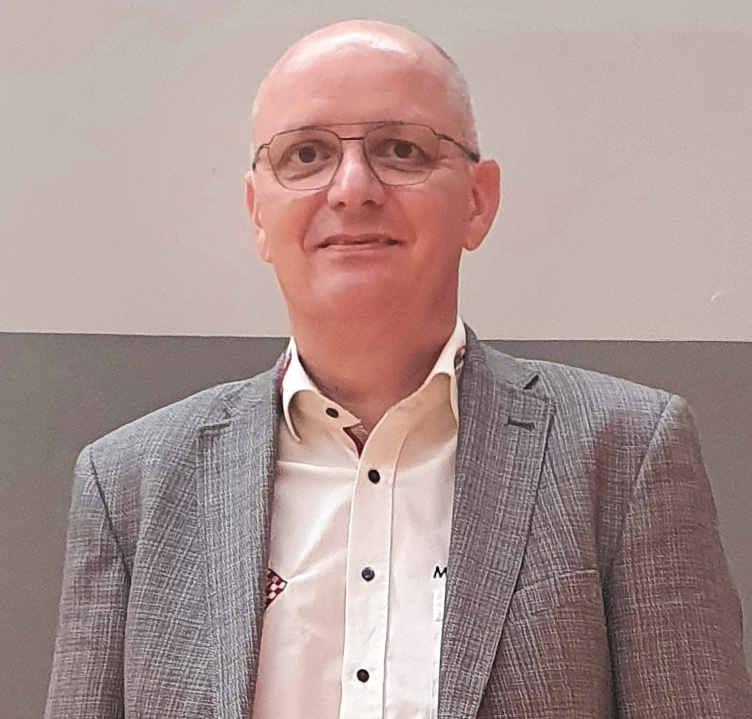
Michael S. Langer bei den Deutschen Schnellschachmeisterschaften 2022 in Göttingen

Michael Sebastian Langer (* 23. September 1966) ist ein deutscher Schachspieler und -funktionär.

## Leben
Michael S. Langer ist Betriebswirt und war von 1995 bis Ende 2020 leitend im Bereich der beruflichen Bildung tätig. Zwischen Januar 2021 und Dezember 2022 war er Verwaltungsleiter einer Einrichtung der Wohnungslosenhilfe Hannover. Mit Beginn des Jahres 2023 kehrte er als Berater und Referent in den Bildungssektor zurück. Langer ist seit 1992 verheiratet und wohnt in Wolfenbüttel.

## Schachspieler
Von 1981 bis 1997 war Michael S. Langer Mitglied der Schachvereinigung Schöppenstedt. Seit 1997 ist Langer Mitglied im SC Braunschweig Gliesmarode von 1869 e. V. (ehemals Braunschweiger Schachclub von 1869 e. V., zwischenzeitlich bis 2004 als Schachabteilung von Eintracht Braunschweig). Seine höchste Elo-Zahl war 2100 von Oktober 2004 bis März 2005.

## Schachfunktionär
In der Schachvereinigung Schöppenstedt war er von 1985 bis 1997 mit kurzen Unterbrechungen Jugendwart und Spielleiter. Langer ist seit 2004 1. Vorsitzender des SC Braunschweig Gliesmarode von 1869 e. V.
Bezirksebene:
- 1993–1998 Vorsitzender der Schachjugend im Bezirk Braunschweig
- 1996–2003 2. Vorsitzender des Schachbezirkes Braunschweig
- seit 2003 1. Vorsitzender Schachbezirk Braunschweig[2]

Landesebene:
- 1998–2003 1. Vorsitzender der Niedersächsischen Schachjugend
- 2000–2007 Vizepräsident des Niedersächsischen Schachverbandes
- seit 2007 Präsident des Niedersächsischen Schachverbandes[4]. In seiner Amtszeit feierte er 2024 das 100-jährige Jubiläum des Niedersächsischer Schachverbands mit einem Einladungsturnier in Wolfsburg[5].

Bundesebene:
- 2003–2009 Schatzmeister Deutscher Schachbund
- 2009–2015 Vizepräsident Finanzen Deutscher Schachbund
- 2011–2015 Stellvertretender Präsident Deutscher Schachbund

Im Jahre 2021 wurde Langer als Gründungsmitglied einer der Vize-Präsidenten der ChessSports Association.

## Sonstige Funktionen
Von 2017 bis 2018 war Michael S. Langer stellvertretender Sprecher der Konferenz der Fachverbände im Landessportbund Niedersachsen. Im Jahre 2018 wurde er Sprecher der Konferenz der Fachverbände im Landessportbund Niedersachsen und Mitglied im Präsidium.
Im Jahre 2020 wurde Langer Vizepräsident im Stadtsportbund Braunschweig.
Seit dem 1. Juni 2022 ist Michael S. Langer Mitglied im Landesrundfunkrat Niedersachsen und dadurch im Rundfunkrat des Norddeutschen Rundfunks.
Seit dem 1. September 2024 ist Michael S. Langer im Kuratorium der Braunschweigischen Stiftung.

## Auszeichnungen
Aufgrund seiner langjährigen Funktionärstätigkeiten erhielt Michael S. Langer verschiedene Auszeichnungen verliehen:
- 2007: Goldene Ehrennadel des Niedersächsischen Schachverbandes[14]
- 2013: Goldene Ehrennadel des Deutschen Schachbundes[15]
- 2017: Goldene Ehrennadel des Landessportbunds Niedersachsen